# Eriocaulon quinquangulare
Eriocaulon quinquangulare là một loài thực vật có hoa trong họ Eriocaulaceae. Loài này được L. mô tả khoa học đầu tiên năm 1753.